# Far from the Madding Crowd (película de 1967)
Far from the Madding Crowd (Lejos del mundanal ruido) es una película británica de 1967, adaptación del libro de Thomas Hardy del mismo nombre. La película fue protagonizada por Julie Christie, Alan Bates, Terence Stamp, y Peter Finch, y dirigida por John Schlesinger; fue la cuarta película de Schlesinger (y su tercera colaboración con Julie Christie), marcando un cambio de estilo lejos de sus trabajos iniciales en los cuales exploraba más los lugares urbanos de la época. La fotografía estuvo a cargo de Nicolas Roeg y la banda sonora de Richard Rodney Bennett. Fueron usadas canciones folk tradicionales en varias escenas a lo largo de la película.
La película fue nominada a un premio Óscar en la categoría de mejor banda sonora (partitura original) y a dos premios BAFTA en las categorías de mejor fotografía (Color) y mejor diseño de vestuario (Color) (por Alan Barrett).

## Argumento
Ubicada en la zona rural de West Country de la Inglaterra victoriana, la historia presenta a Bathsheba Everdene (Julie Christie), una mujer hermosa, obstinada e independiente que hereda la granja de su tío y decide administrarla ella misma, lo cual genera desaprobación de la comunidad de agrícola local. Contrata su vecino, Gabriel Oak (Alan Bates), para ser su pastor; Gabriel había perdido su rebaño de ovejas cuando uno de sus perros las condujo a un acantilado. Bathsheba, ignorando el interés que Gabriel siente por ella, envía impulsivamente un mensaje a William Boldwood (Peter Finch), un granjero cercano. Al malinterpretar el capricho de Bathsheba, le propone matrimonio y ella promete considerarlo. A pesar de ello, Bathsheba se enamora de Frank Troy (Terence Stamp), un apuesto sargento de caballería.
Bathsheba se convierte en la esposa de Troy sin saber que había rechazado casarse con la joven Fanny Robin (Prunella Ransome), una sirvienta a la que dejó embarazada, debido a que ella lo avergonzó al ir a la iglesia equivocada el día de su boda. Después que de Troy pierde la mayoría del dinero de Bathsheba en apuestas y de crear discordia entre los labradores,  descubre que Fanny ha muerto en parto. Lleno de remordimiento,  maldice el nunca haber amado a Bathsheba, y se va desapareciendo en el océano. Bathsheba promete a Boldwood casarse con él cuando Troy sea legalmente declarado muerto; pero Troy aparece en la fiesta de compromiso y Boldwood lo mata en un ataque de ira. Poco después Boldwood es enviado a prisión y Gabriel le dice Bathsheba que está planeando emigrar a América. Al darse cuenta de lo mucho que ella ha necesitado su fortaleza y devoción desinteresada, Bathsheba persuade a Gabriel a quedarse en Weatherbury para que considere casarse con ella.

## Elenco
- Julie Christie como Bathsheba Everdene.
- Terence Stamp como Frank Troy.
- Peter Finch como William Boldwood.
- Alan Bates como Gabriel Oak.
- Fiona Walker como Liddy.
- Prunella Ransome como Fanny Robin.
- Alison Leggatt como la señora Hurst.
- Paul Dawkins como Henry Fray.
- Julian Somers como Jan Coggan.
- John Barrett como Joseph Poorgrass.
- Freddie Jones como Cainy Ball.
- Andrew Robertson como Andrew Randle.

## Premios
- Óscar a la mejor banda sonora (Nominada)
- Globo de Oro a la mejor película dramática (Nominada)
- Globo de Oro al mejor actor - Drama (Alan Bates) (Nominado)
- Globo de Oro a la mejor actriz de reparto (Prunella Ransome) (Nominada)
- BAFTA a la mejor fotografía (Nominada)
- BAFTA al mejor diseño de vestuario (Nominada)
- National Board of Review por Mejor Película (Ganadora)
- National Board of Review al Mejor Actor (Peter Finch) (Ganador)